# Guevorg Davtian
Guevorg Davtian (nascut el 4 de gener de 1983) és un atleta d'halterofília armeni.
Guanyà la medalla d'or en els 77 kg en els Campionats Europeus d'Halterofília de 2006 i 2007, la medalla de plata en el Campionat Mundial d'Halterofília de Chiang Mai el 2007, sent anomenat el millor atleta armeni el 2007.
Va guanyar la medalla de bronze en la categoria de 77 kg. als Jocs Olímpics d'Estiu 2008, amb un total de 360 kg.